# Apahida
Apahida (in ungherese Apahida, in tedesco Odendorf o Brenndorf o Briegendorf, in latino Pons Abbatis) è un comune della Romania di 9341 abitanti, ubicato nel distretto di Cluj, nella regione storica della Transilvania.
Il comune è formato dall'unione di 8 villaggi: Apahida, Bodrog, Câmpenești, Corpadea, Dezmir, Pata, Sânnicoară, Sub Coastă.
Dal 2008 è parte integrante della Zona metropolitana di Cluj Napoca.

## Società

### Evoluzione demografica
La popolazione nel comune si è così evoluta nel corso degli anni: